# Ratchet & Clank 3
Ratchet & Clank 3 (Ratchet & Clank: Up Your Arsenal) è un videogioco di genere platform sviluppato dalla Insomniac Games uscito nel novembre del 2004, il terzo capitolo della fortunata serie Ratchet & Clank. In questo gioco fece la prima comparsa del Dr. Nefarious, un robotico scienziato pazzo e arcinemico dei due protagonisti Ratchet e Clank.

## Trama
Dopo aver salvato la galassia Bogon dai Protopet nel precedente capitolo Ratchet & Clank 2: Fuoco a volontà, Clank è diventato una star del cinema, mentre Ratchet è tornato nella sua abitazione a Megapolis. Proprio mentre i due eroi si godono un po' di vita "domestica", il telegiornale informa che il pianeta natale di Ratchet, Veldin, è stato attaccato da creature mutanti note come i "Tirannoidi". Ratchet allora torna in azione e si dirige nella galassia Solana dove scoprirà che il malvagio Dr. Nefarious, un robotico scienziato pazzo e nemico fin dalla giovinezza del Capitano Qwark, vuole sterminare tutte le forme di vita organiche della galassia per farla colonizzare dai robot, convincendo i Tirannoidi ad appoggiare la sua causa.
Ratchet viene ospitato fin dall'inizio sull'astronave Fenice, un incrociatore stellare carico di rifornimenti e base di lancio per ogni viaggio di Ratchet. Qui l'ex nemico Capitano Qwark forma la "Q-Force" composta da Ratchet, Clank, Sasha Phyronix, Big Al, Skid McMarx, Helga e Skrunch. Insieme compiranno le varie missioni mirate a eliminare Nefarious e a fermare l'avanzata dei Tirannoidi. Alla fine, sul pianeta Mylon, Ratchet raggiunge il Biobliteratore (l'arma usata da Nefarious per trasformare le forme di vita organica in robot) e lo sconfigge. Nefarious riesce però a fuggire teletrasportandosi su un asteroide insieme al suo fedele maggiordomo Lawrence. Torna quindi la pace nella galassia: Clank ritorna sui set del cinema, dove viene proiettato il film della sua serie, Agente Segreto Clank.

## Modalità di gioco
Inizialmente si è armati con un fucile stordente, poi si possono ottenere molte altre armi fantascientifiche.
Il gioco si articola in missioni ambientate su vari pianeti. L'Astronave Fenice è un intermezzo tra le diverse missioni negli altri pianeti; la nave è dotata di console per giocare ai videofumetti di Qwark, rivenditori di armi, corazze e modifiche per la navicella.
Una volta finita la storia, il gioco propone 2 opzioni: tornare indietro nel tempo, prima della sconfitta di Nefarious, oppure ricominciare la storia con tutta l'attrezzatura e i punti esperienza accumulati.
Nel terzo episodio compare per la prima volta nella serie di Ratchet & Clank la modalità multigiocatore. Sono presenti diverse modalità tra cui distruggere la base nemica in modalità assedio, catturare la bandiera in modalità CLB e uccidere il giocatore avversario un preciso numero di volte (il numero è opzionale) in modalità Deathmatch.
Come nel precedente capitolo, Ratchet può avvalersi di una moltitudine di armi, alcune riprese dai giochi precedenti e ottenibili gratuitamente se nella Memory Card è presente un salvataggio di Ratchet & Clank 2.

## Personaggi
- Ratchet: Ratchet, assieme a Clank, è il protagonista del gioco, che cerca di salvare, con l'aiuto dei Ranger Galattici, l'intera galassia Solana dalle grinfie del Dr. Nefarious. Dovrà affrontare numerose avventure, dalle fogne di Acquatos ai collegamenti laser delle Lune di Obani.
- Clank: Clank farà da spalla a Ratchet, aiutandolo coi suoi gadget precedentemente acquisiti dalle sue avventure passate, oppure agirà personalmente per superare strategicamente dei percorsi controllati.
- Capitano Qwark: eroe del passato e antagonista dei capitoli precedenti, ritorna in veste di comandante della Q-Force. A lui viene data molta importanza in questo capitolo della saga, tant'è vero che nella stanza degli alloggi (nell'astronave Fenice) sono giocabili fino a 5 videofumetti del Capitano Qwark che raccontano la sua storia. Nel 4º capitolo Qwark si ritroverà a fronteggiare il Dr. Nefarious e lo sconfiggerà. Inoltre, è sempre Qwark che dirige e pianifica le missioni. Va detto che Qwark non rischia mai personalmente, e preferisce mandare gli altri a fare il lavoro sporco per poi assumersi il merito, facendo quindi capire quanto sia codardo e, spesso, fifone.
- Dr. Nefarious: è uno scienziato pazzo che, per via di un incidente causato dal Capitano Qwark, con cui già in precedenza aveva avuto un pessimo rapporto, diventa un robot. Si convince talmente tanto che i robot siano migliori delle forme di vita organiche al punto da decidere di pianificare lo sterminio di tutte le razze che non siano la sua. Alla fine del gioco viene sconfitto, ma riesce a teletrasportarsi in un punto sconosciuto dello spazio, ritrovandosi su di un asteroide vagante, insieme al suo servo Lawrence che suona un basso elettrico.
- Lawrence: è il fedele maggiordomo del Dr. Nefarious. Di indole tranquilla, ma dotato di uno spiccato senso dell'umorismo, Lawrence obbedisce a ogni desiderio del suo padrone e lo segue sempre in ogni occasione, su qualsiasi pianeta. Nel tempo libero suona un basso elettrico.
- Sasha Phyronix: è il capitano dell'astronave spaziale Fenice, e la figlia del presidente di Marcadia.  Durante il corso del gioco dirigerà personalmente i piani organizzati da Qwark e aiuterà Ratchet e Clank fornendo loro informazioni utili sugli obiettivi di Nefarious e su come raggiungerlo. Sembra essere molto attratta da Ratchet.
- Al: Al è stato precedentemente incontrato nel primo capitolo della serie, nel quale gestiva un negozio di riparazioni robotiche. È infatti da lui che Ratchet e Clank acquisteranno l'Eli-zaino. Ora fa parte della Q-Force, e ricopre il ruolo di specialista di elettronica e informatica del team.
- Helga: come Al, anche Helga è stata già incontrata nel primo capitolo della serie, dove era, ed è tuttora, il personal trainer del Capitano Qwark. Dal carattere forte e piuttosto acido, tratta spesso Ratchet con aria di superiorità e ripone poca fiducia nelle sue doti atletiche, giudicandolo spesso "una femminuccia", ma nonostante ciò si tratta tuttavia di un personaggio piuttosto simpatico. Parla con una flessione tedesca.
- Skid McMarx: come i precedenti due personaggio citati, anche Skid farà la sua apparizione nel primo capitolo della trilogia. Skid é un ragazzo vivace e appassionato di gare di Hoverboard, con il quale è molto abile.  È sempre ansioso di entrare in azione con la coppia protagonista, ma essendo abbastanza fifone, sembra quasi gioire quando si ritrova ad arrivare a battaglia ormai finita.
- Skrunch: è la fedele scimmia ammaestrata di Qwark. Si comporta, ovviamente, come una scimmia, e sembra che solo Quark e Clank possano capire cosa dica.  In realtà però si rivela molto utile per il team, in quanto aiuterà spesso sia Ratchet (manovrando i cannoni della turboslitta sul pianeta Tirannia, per esempio) sia Clank (entrando in azione direttamente con lui).
- Ranger Galattici: sono un gruppo di robot avanzati concepiti come protettori della sicurezza della galassia. Incontreranno Ratchet sul suo pianeta natale, Veldin.  Qui lo aiuteranno a sconfiggere i Tirannoidi e gli doneranno le prime 2 armi del gioco: lo Storditore e il Lancianitro. Dopo molte avventure e pianeti salvati doneranno altro a Ratchet, stavolta dei gadget: la Mappamatica (che visualizza in verde le zone segrete del pianeta dove attualmente c'è Ratchet) e il Teletrasportatore (funzionante solo nei punti di teletrasporto, verrà donato a Ratchet dopo la sconfitta dei Tirannoidi sul pianeta Aridia).
- Slim Cognito: è un venditore del mercato nero, che verrà incontrato sempre sotto forma di un paio di occhi, in quanto non si farà mai vedere direttamente, ma sarà sempre nascosto e nell'oscurità. Nel secondo capitolo era possibile recarsi presso la sua nave-capanna per acquistare modifiche per la nave, come scudi, armi o colorazioni. Nel terzo capitolo, invece, verrà incontrato sul pianeta Aquatos, dove venderà alcune vecchie armi provenienti dalla galassia Bogon, quindi della Megacorp.

## Doppiaggio
| Personaggio          | Doppiatore originale   | Doppiatore italiano |
| -------------------- | ---------------------- | ------------------- |
| Ratchet              | James Arnold Taylor    | Simone D'Andrea     |
| Clank                | David Kaye             | Aldo Stella         |
| Capitano Qwark       | Jim Ward               | Gianni Gaude        |
| Sasha Phyronix       | Leslie Carrara Rudolph | Dania Cericola      |
| Dr. Nefarious        | Armin Shimerman        | Riccardo Rovatti    |
| Lawrence             | Michael Bell           | Oliviero Corbetta   |
| Courtney Gears       | Melissa Disney         | Elisabetta Cesone   |
| Klunk                | David Kaye             | Aldo Stella         |
| Idraulico            | Neil Flynn             | Andrea De Nisco     |
| Presidente Galattico | Lindsay Schnebley      | Marco Balzarotti    |
| Darla Gratch         | Sylvia Amerito         | Cinzia Massironi    |
| Al                   | Chris Hatfield         | Andrea De Nisco     |
| Helga                | Mona Marshall          | Elisabetta Cesone   |
| Skidd McMarx         | Neil Flynn             | Diego Sabre         |
| Professore           |                        | Marco Balzarotti    |
| Annunciatore         | James Arnold Taylor    | Andrea De Nisco     |
| Regista              | Chris Hatfield         | Diego Sabre         |
| Slim Cognito         | James Horan            | Stefano Albertini   |
| Lance                |                        | Oliviero Corbetta   |
| Janice               |                        | Cinzia Massironi    |
| Tassista             | Neil Flynn             | Stefano Albertini   |

## Accoglienza
La rivista Play Generation classificò il minigioco de le avventure di Qwark come il secondo più "cool" tra i titoli disponibili su PlayStation 2. La stessa testata trovò il Paperizzatore la quinta arma più innocua e Capital City, pianeta Marcadia, come la quinta città più pulsante.